# St. Matthias (Hohenleipisch)

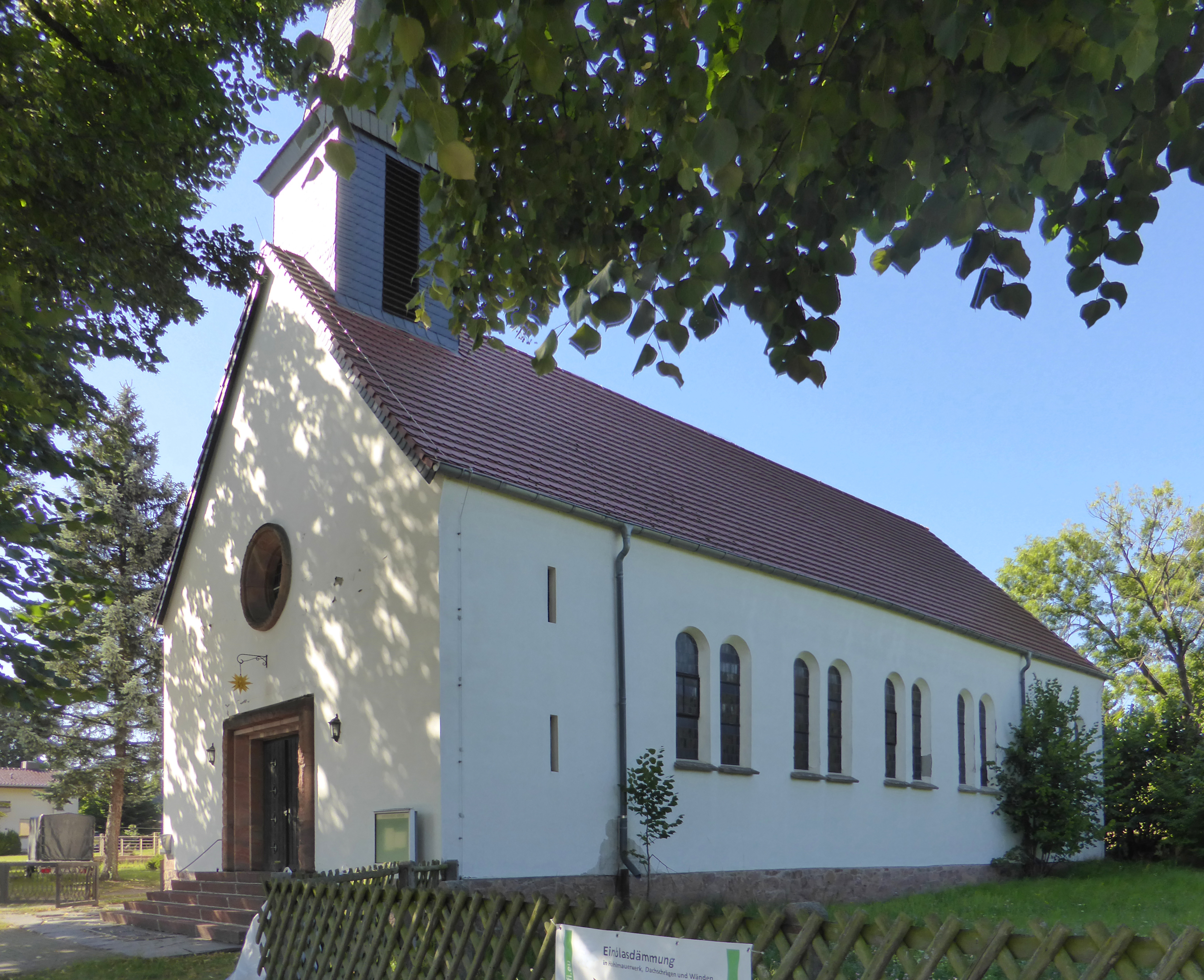
Ehemalige St.-Matthias-Kirche (2025)

St. Matthias war die römisch-katholische Kirche in Hohenleipisch, einer Gemeinde im Landkreis Elbe-Elster im Süden von Brandenburg. Die nach dem heiligen Apostel Matthias benannte Kirche gehörte zuletzt zur Pfarrei St. Hedwig im Dekanat Torgau des Bistums Magdeburg.

## Geschichte
Nachdem Georg der Bärtige, der katholisch geblieben war, verstorben war, führte sein Bruder Heinrich im Herzogtum Sachsen die Reformation ein, wodurch die Bevölkerung von Hohenleipisch, das damals zum Archidiakonat Niederlausitz des Bistums Meißen gehörte, und ihre Kirche 1539 lutherisch wurden.
Nachdem sich wieder vereinzelt Katholiken in Hohenleipisch niedergelassen hatten, hielten Geistliche der Missionsvikarie Liebenwerda von 1900 an gelegentlich katholische Gottesdienste in Hohenleipisch. Diese fanden in einem Raum des Hauses Uferstraße 3 statt, in dem eine Kapelle eingerichtet worden war. Nachdem sich 1907 ein katholischer Geistlicher in Elsterwerda niedergelassen hatte, betreute dieser die wenigen Katholiken in Hohenleipisch.
Durch die Flucht und Vertreibung Deutscher aus Mittel- und Osteuropa nach dem Zweiten Weltkrieg zogen viele Katholiken nach Hohenleipisch. Daher wurde am 25. März 1947 Pater Christian Schur nach Hohenleipisch versetzt, womit in Hohenleipisch eine katholische Gemeinde gegründet wurde, die noch im selben Jahr zur Kuratie der Pfarrei Liebenwerda erhoben wurde. Am 1. Januar 1948 wurde das Dekanat Torgau gebildet, dem Hohenleipisch zugeordnet wurde. Die Kuratie Hohenleipisch baute einen Tanzsaal zu einer Kirche um, die in der Nacht vom 1. zum 2. Januar 1953 vollständig abbrannte.
1955 wurde unter Pfarrer Egon Kiefer der Grundstein für die St.-Matthias-Kirche gelegt, die am 21. Dezember 1958 durch Friedrich Maria Rintelen, der in Magdeburg residierende Weihbischof des Erzbistums Paderborn, zu dem Hohenleipisch damals gehörte, geweiht wurde. Zur Errichtung einer Pfarrvikarie oder Pfarrei kam es in Hohenleipisch nicht.
Am 8. Juli 1994 wurde das Bistum Magdeburg gegründet, dem Hohenleipisch seitdem angehört. Zum 1. Juli 2007 wurde im damaligen Dekanat Torgau der Gemeindeverbund Lauchhammer – Elsterwerda – Hohenleipisch – Ortrand errichtet, der am 28. November 2010, dem 1. Sonntag im Advent, zur heutigen Pfarrei St. Hedwig Lauchhammer zusammengeschlossen wurde.
Per Dekret vom 8. März 2017 wurde die St.-Matthias-Kirche nach einem letztem Gottesdienst am 16. Juli 2017 profaniert. 2007 gehörten zum Einzugsgebiet der St.-Matthias-Kirche noch 109 Katholiken, bis zur Profanierung war ihre Zahl auf 88 abgesunken. 2020 wurde das Kirchengebäude an privat verkauft.
Die nächstliegende katholische Kirche ist heute die Kirche Schmerzhafte Mutter in Elsterwerda in rund fünf Kilometer Entfernung.

## Lage, Architektur und Ausstattung
Das Kirchengebäude steht im Osten von Hohenleipisch auf dem Grundstück Lindenstraße 13.
Die Kirche wurde als schlichter Putzbau auf Bruchsteinsockel nach Plänen des Architekten Johannes Reuter aus Bitterfeld im rechten Winkel zur Lindenstraße errichtet. Auf ihrem Satteldach erhebt sich ein kreuzbekrönter Dachreiter. Über dem Eingangsportal ist ein Rundfenster angeordnet.
Das Kirchenschiff wird durch paarig angeordnete schmale Rundbogenfenster belichtet und von einer flachen Holzdecke abgeschlossen. Unter der Empore war der Beichtstuhl und ein Marienbild, vermutlich eine Kopie des Gnadenbildes Unserer Lieben Frau von der immerwährenden Hilfe, platziert. Über eine Pfeifenorgel verfügte die Kirche nicht. Die Kreuzwegstationen hingen an den Seitenwänden. An der Rückwand des Altarraumes hing ein Kruzifix. Vor den Hochaltar wurde nach der Liturgiereform des Zweiten Vatikanischen Konzils ein schlichter Volksaltar gesetzt.
An die Kirche im rechten Winkel angebaut sind der Gemeinderaum und das Pfarrhaus.